# Gunzo
Gunzo (* im 6. Jahrhundert) war im frühen 7. Jahrhundert ein alamannischer Herzog mit Sitz in villa Iburinga, dem heutigen Überlingen am Bodensee.

## Leben und Wirken
Seine genauen Lebens- und Herrschaftsdaten sind nicht überliefert. Gunzo war Vater der Fridiburga, die mit dem fränkischen König Sigibert III. verlobt wurde.
Herzog Gunzo lud die Kleriker und Bischöfe der Umgebung 635 zu einer Synode nach Konstanz ein und leitete die Wahl des Diakons Johannes zum Bischof von Konstanz als Nachfolger für den verstorbenen Bischof Gaudentius.
Ob Gunzo mit dem zur gleichen Zeit bezeugten Herzog Gundoin, dem Gründer des Klosters Moutier-Grandval, oder mit seinem Vorgänger, dem Alamannen-Herzog Uncilin, identisch ist, bleibt fraglich. Möglicherweise beherrschte Gunzo auch nur die Osthälfte Alamanniens.